# Vektor
Vektor es una banda estadounidense de thrash metal progresivo y técnico, fundada en Tempe, Arizona en el año 2003 inicialmente bajo el nombre de Locrian, y establecida en Filadelfia desde 2012.
Se disolvieron a finales de 2016 y se volvieron a reunir a inicios de 2020 para posteriormente grabar un disco split con la banda de death metal técnico Cryptosys.

## Historia
Formada en 2003 bajo el nombre Locrian por su principal miembro y guitarrista David DiSanto. En 2004 se uniría el guitarra solista Erik Nelson y el batería Adam Anderson. Vektor enseguida ganó popularidad en la escena del metal de Phoenix gracias a su gran técnica, con influencias del Speed metal y Metal progresivo, y de bandas como Voivod, Rush, Pink Floyd, Destruction, Slayer, Emperor, entre otros. Despertaron gran interés con su demo Demolition (2006), seguida de otra demo de dos canciones Hunger for Violence (2007). Después de cuatro años de giras locales y regionales como teloneros de Testament, Hirax, Iced Earth y Municipal Waste, Vektor se lanzó a realizar su primera gira a escala nacional con Exmortus, promocionando su álbum Black Future de diciembre de 2009 hasta enero de 2010. También estuvieron de gira por USA en junio y agosto de 2010 por su cuenta. Su álbum Black Future salió a la venta el 17 de noviembre de 2009 bajo la Neoyorquina discográfica Heavy Artillery Records. La banda sacó a la venta su disco, Outer Isolation, el 22 de noviembre de 2011 también con Heavy Artillery compartiéndolo en streaming vía en línea.

## Terminal Redux y la salida de tres miembros
En mayo de 2016, Vektor publica su tercer álbum de estudio de larga duración, bajo el nombre de Terminal Redux, publicado por Earache Records.
Este álbum significó un éxito total para la banda ya que obtuvo excelentes críticas, debidas en parte a características como la adición de voces limpias y más canciones de más de 10 minutos de duración.
El 28 de diciembre de 2016, luego de dejar un comunicado en Facebook, Blake Anderson, Erik Nelson y Frank Chin, miembros que grabaron en los tres primeros álbumes, abandonaron la banda por motívos personales, dejando a David DiSanto las riendas de la banda.
El 29 de diciembre de 2016, el vocalista David DiSanto, publicó a través de la página oficial de Facebook el siguiente texto:

Vektor no se detiene. Empecé a escribir canciones de Vektor en 1999, y todavía estoy escribiendo. Mientras viva, Vektor no morirá. Agradezco todo lo que Blake, Frank y Erik han hecho para ayudar a esta nave despegar. También aprecio a todos mis compañeros de la banda antes que ellos: Willy, Pablo, Adam, Mike y Kian.

¡Nos vemos en el camino!

## Nuevo álbum de estudio (2017 - presente)
El 25 de abril de 2017, nuevamente por un comunicado vía Facebook, David DiSanto informa a todos sus seguidores que tiene nuevas canciones ya terminadas y que todos permanezcan atentos.

## Miembros
Miembros actuales
- David DiSanto – Guitarra/Vocalista (2002–presente)
- Erik Nelson – Guitarra (2004–2016) (2020-presente)
- Stephen Coon - Bajo (2020-presente)
- Mike Ohlson  Batería (2020-presente)

Antiguos Miembros
- Adam Anderson – Batería (2004–2007)
- Kian Ahmad – Batería (2007)
- Mike Tozzi – Bajo (2006–2009)
- Frank Chin – Bajo (2009–2016)
- Blake Anderson – Batería (2007–2016)

## Discografía

### Álbumes Estudio
- Black Future (2009)
- Outer Isolation (2011)
- Terminal Redux (2016)

### EPs
- Transmissions of Chaos (2021)

### Demos
- Nucleus (2003)
- Demolition (2006)
- Hunger for Violence (2007)